# Lavardac
Lavardac – miejscowość i gmina we Francji, w regionie Nowa Akwitania, w departamencie Lot i Garonna.
Według danych na rok 1990 gminę zamieszkiwały 2454 osoby, a gęstość zaludnienia wynosiła 163 osób/km² (wśród 2290 gmin Akwitanii Lavardac plasuje się na 179. miejscu pod względem liczby ludności, natomiast pod względem powierzchni na miejscu 756.).